# Rambo (film, 1982)
Pour les articles homonymes, voir Rambo.
Série Rambo
Rambo 2 : La Mission
(1985)
Pour plus de détails, voir Fiche technique et Distribution.
Rambo ou Rambo - Le Dévastateur au Québec (First Blood) est un film d'action américain réalisé par Ted Kotcheff, sorti en 1982.
Adapté du roman Rambo (1972) de David Morrell, c'est le premier volet d'une série de films centrée sur le personnage de John Rambo, interprété par Sylvester Stallone.

## Synopsis

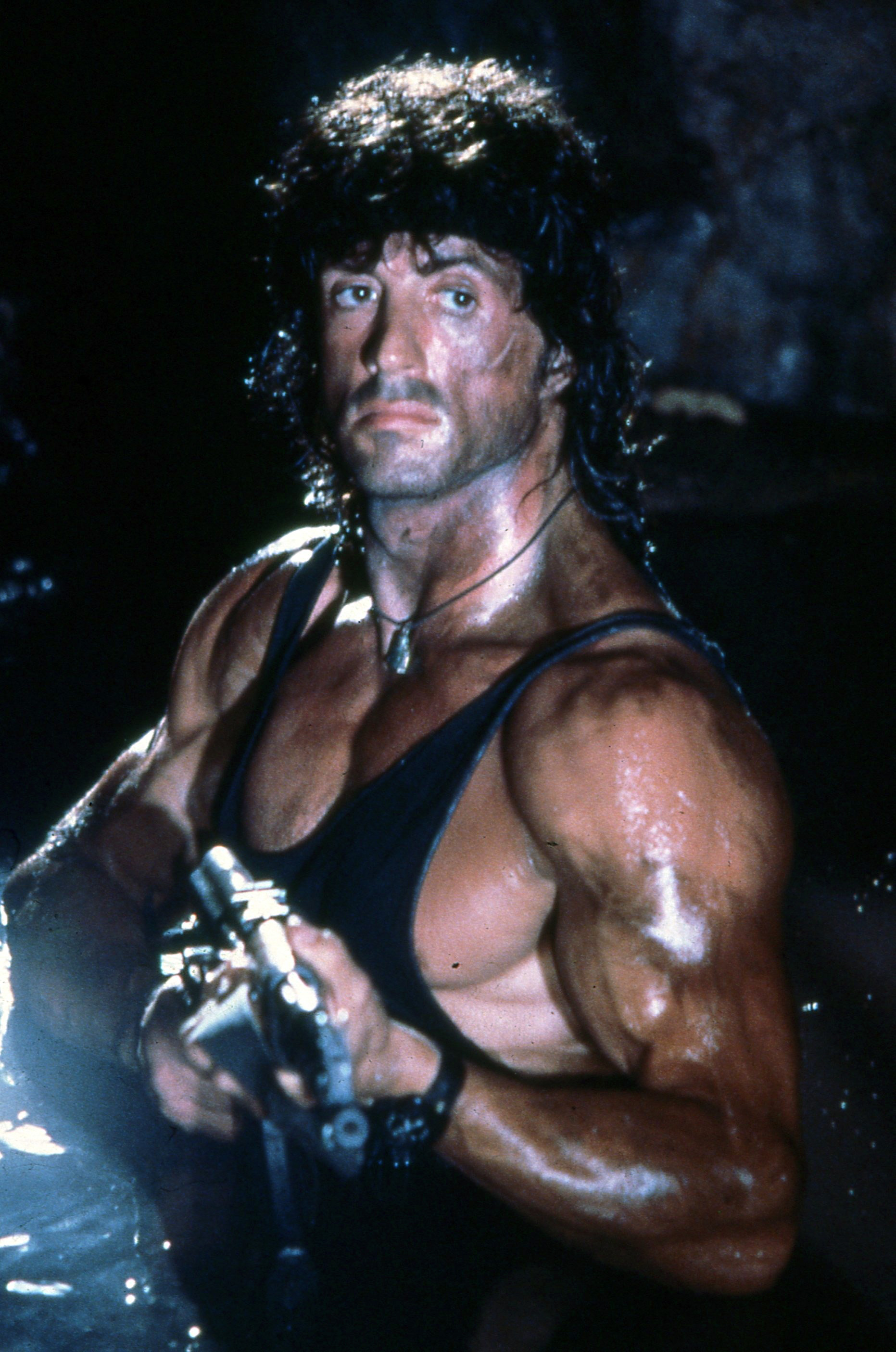
Le personnage de John Rambo, interprété par Sylvester Stallone.

Sept ans après sa démobilisation, John Rambo, un ancien soldat américain, béret vert et héros de la guerre du Viêt Nam, erre de ville en ville depuis son retour aux États-Unis.
Alors qu'il rend visite au dernier de ses anciens compagnons d'armes, Delmar Barry, qu'il croit encore en vie, il apprend par la mère de celui-ci sa mort d'un cancer causé, selon elle, par l'« agent orange », un défoliant utilisé au Vietnam pendant la guerre. Visiblement perturbé par cette triste nouvelle, Rambo donne à la femme la photo datant de l'armée où il figurait avec son fils, puis quitte les lieux sans dire un mot.
Reprenant sa route, Rambo arrive peu après à Hope, une petite ville située dans une région montagneuse. Cherchant à se restaurer, il est accosté peu après son entrée en ville par le shérif de l’agglomération, Will Teasle, un vétéran de la guerre de Corée. Après l'avoir interrogé, Teasle, ne voulant pas de vagabonds dans sa ville, raccompagne Rambo à la sortie de l’agglomération puis lui indique le chemin d'un restaurant pour routiers situé à une cinquantaine de kilomètres de là. Ulcéré, Rambo tente de faire demi-tour après le départ de Teasle, mais ce dernier revient et l'arrête sans ménagement.
Jeté en prison pour vagabondage, refus d’obtempérer et possession d'un couteau, Rambo reste mutique, refusant de collaborer avec les policiers qui cherchent à savoir qui il est. Du fait de son mutisme, il est maltraité par l'un des adjoints de Teasle, le sergent Art Galt, qui le prend en grippe dès son arrivée. Mais les brimades de Galt déclenchent chez Rambo des réminiscences des tortures qu'il avait subies quand il était prisonnier de guerre au Vietnam. Lorsque Galt et ses collègues essaient de le raser à sec, en prévision de sa présentation à un juge, Rambo se révolte et, après une violente bagarre, s'enfuit du commissariat en récupérant son couteau. Volant une motocyclette, il s'enfuit, poursuivi par le shérif Teasle qui entame une dangereuse course-poursuite en voiture. Rambo parvient néanmoins à le semer, puis trouve refuge dans la forêt qui garnit la montagne aux alentours de la ville.
Peu après, le shérif rameute ses hommes et organise une battue pour retrouver Rambo, aidé de chiens de chasse et d'un hélicoptère. Traqué comme un animal, Rambo est contraint à la défensive. Tentant d'échapper à ses poursuivants, il se voit contraint de descendre une paroi à pic de la montagne. En difficulté, car plaqué contre la paroi en surplomb, il est alors à la merci de Galt qui, depuis l'hélicoptère, lui tire dessus au fusil, désobéissant ainsi aux ordres de Teasle qui voulait prendre Rambo vivant. À court de solutions, Rambo ne doit la vie sauve qu'en sautant de la paroi ; il atterrit durement dans un arbre en contrebas, se blessant sérieusement. En voulant se défendre, il fait accidentellement chuter Galt de l'hélicoptère lorsqu’il jette une pierre sur le pare-brise de l'appareil ; Galt trouve la mort. Mis en joue par Teasle et ses hommes (qui se trouvent plus haut dans la montagne), Rambo leur affirme qu'il n'y est pour rien mais les policiers ouvrent le feu ; Rambo s'enfuit de nouveau.
Dans le même temps, les policiers apprennent que Rambo est un héros de la guerre du Viêt Nam et qu'il a notamment reçu la médaille d'honneur pour ses faits d'armes. Guère impressionné et bien décidé à venger la mort de Galt, le shérif Teasle poursuit la traque dans la forêt accompagné de ses hommes. Mais Rambo parvient à neutraliser ses poursuivants un par un, utilisant son expérience des pièges, des ruses de guerre et de la guérilla acquise dans la jungle vietnamienne pour tuer les chiens lancés à sa poursuite, puis pour piéger les hommes du shérif avant de s'en prendre en dernier à Teasle. Le menaçant de son imposant couteau de survie après l'avoir pris au piège, l'ex-béret vert conseille au shérif de ne pas s'acharner contre lui : « Me fais pas chier, ou je te ferai une guerre comme t'en as jamais vu ».
Peu après le départ de Rambo, Teasle, sous le choc, sort de sa torpeur et retourne au camp de base des forces de l’ordre, au pied de la montagne. Ignorant la menace de l'ex béret vert, le shérif fait alors appel à la Garde nationale mais refuse de passer le relais à la police d'État, faisant de ce cas une affaire personnelle. Des moyens considérables, en homme et matériel, sont alors déployés pour retrouver le fugitif, qui est pris en chasse par deux centaines de soldats.
C'est alors que le colonel Samuel Trautman, l'ancien commandant et mentor de Rambo à Fort Bragg et au Viêt Nam, fait son apparition et intervient pour convaincre Teasle d'abandonner un combat perdu d'avance ; selon lui, face au soldat surentraîné qu'est Rambo, les forces de l'ordre n'auraient aucune chance. Trautman suggère à Teasle de désamorcer la situation en laissant passer Rambo à travers le périmètre de sécurité, expliquant que la police pourrait ainsi l'arrêter plus tard, tranquillement. Mais Teasle refuse ce plan, insistant pour attraper lui-même Rambo. Il permet cependant à Trautman de contacter Rambo par radio ; le colonel tente alors de persuader son ancien poulain de se rendre, mais Rambo accuse Teasle et ses hommes d'être à l’origine de l'incident, affirmant que ce sont eux qui ont « versé le "premier sang" » (first blood), pas lui, avant de couper la communication.
Plus tard, Rambo est surpris dans la montagne par un jeune chasseur, mais épargne celui-ci quand il s'aperçoit que c'est un enfant. Désormais repéré, un détachement de la Garde nationale parvient jusqu’à lui et le cerne à l'entrée de sa planque, une mine désaffectée. Ne prenant pas en compte les ordres du shérif de l'attendre et d'attraper Rambo vivant, les soldats, des réservistes apeurés et inexpérimentés, utilisent un lance-roquette et détruisent l'entrée de la mine qui s'écroule dans un monceaux de gravats. Rambo survit à l'explosion et parvient à quitter les lieux par une autre issue, après avoir vagabondé dans les tunnels de la mine à moitié inondés et envahis par les rats.
Revenant à la surface, Rambo arrive à proximité d'un chemin ou circule un convoi de l'armée ; sautant sur le dernier véhicule, il détourne le camion, acquérant ainsi une mitrailleuse M60 et des munitions. Peu après, il affronte et détruit une voiture de police qui l'avait pris en chasse, avant de retourner à Hope afin de se venger de Teasle. En chemin, il affronte un dernier obstacle, réussissant à passer en force avec son camion un barrage de police qui voulait l'arrêter.
Le soir venu, Rambo arrive en ville. Il fait diversion en détruisant les pompes d'une station-service avec son camion, y mettant le feu pour faire exploser le tout. Alerté, le shérif Teasle envoie ses adjoints sur le lieu du sinistre et fait évacuer les rues. Restant au commissariat, il s'équipe ensuite d'un fusil d’assaut et de munitions. Le colonel Trautman, conscient que Teasle n'a aucune chance contre Rambo, suggère au policier de fuir mais celui-ci refuse obstinément, prenant position sur le toit du poste de police en s'attendant à la venue de l'ex béret vert. Peu après, Rambo détruit avec son arme des installations électriques gérant l’éclairage public du quartier de la ville où se trouve le commissariat. Il tire ensuite sur la devanture d'un magasin avant de faire exploser un magasin d'armes à feu situé près du poste de police, se rendant peu après vers celui-ci.
Arrivé sur les lieux, Rambo aperçoit furtivement Teasle sur le toit du commissariat. Il mitraille alors l'intérieur du poste de police pour en détruire l'éclairage, puis s'introduit dans le bâtiment dévasté, maintenant plongé dans la pénombre. Teasle, ayant pris position à côté d'une baie vitrée sur le toit, repère Rambo en dessous de lui et lui tire dessus, mais le manque. Rambo riposte en mitraillant le plafond, ce qui touche Teasle, le blessant grièvement ; le shérif chute peu après à travers la baie vitrée et atterrit durement sur le sol du poste de police. Rambo s'approche alors de Teasle ; le shérif, blessé et incapable de faire un geste, le met au défi de l'achever. Alors que Rambo s’apprête à se venger, le colonel Trautman survient et l’interrompt juste à temps. Les forces de l’ordre étant arrivées, celles-ci cernant le bâtiment, Trautman avertit Rambo qu'il sera abattu s'il ne se rend pas, lui rappelant qu'il est le dernier survivant de son unité d'élite.
Après une phase de colère, où Rambo critique vertement son ancien supérieur, puis la politique du gouvernement (ainsi que celle du mouvement d'opposition) pendant la guerre, affirmant notamment qu'on ne l'a pas « laissé gagner », il fond en larmes et évoque son expérience traumatisante au Vietnam et son difficile retour à la vie civile. Trautman, parvenu à ses fins, persuade Rambo de se rendre aux autorités. Il l’accompagne quand celui-ci sort du poste de police, menotté et escorté par les policiers, tandis que le shérif Teasle, échangeant un bref dernier regard avec l'ancien béret vert, est évacué sur une civière par les ambulanciers.

## Fiche technique
Sauf indication contraire, les informations mentionnées dans cette section peuvent être confirmées par les bases de données cinématographiques IMDb et Allociné,  présentes dans la section « Liens externes ».
- Titre original : First Blood ou  Rambo : First Blood
- Titre français : Rambo
- Titre québécois : Rambo - Le Dévastateur[1] ou Le Dévastateur[2]
- Réalisation : Ted Kotcheff
- Scénario : Michael Kozoll, William Sackheim et Sylvester Stallone, d'après le roman Rambo de David Morrell[3]
- Musique : Jerry Goldsmith
- Décors : Wolf Kroeger
- Costumes : Tom Bronson
- Maquillage : Ilona Herman, Phyllis Newman et Michael Westmore
- Coiffure : Salli Bailey
- Photographie : Andrew Laszlo
- Son : Fred J. Brown, Rick Kline, Gregg Landaker, Donald O. Mitchell
- Montage : Joan E. Chapman
- Production : Buzz Feitshans
  - Production déléguée : Mario Kassar et Andrew G. Vajna
  - Coproduction déléguée : Herb Nanas
- Sociétés de production : Anabasis N.V., Cinema '84 et Elcajo Productions
- Sociétés de distribution : Orion Pictures (États-Unis) ; Canal+ Droits Audiovisuels, Société Nouvelle Prodis et Tamasa Distribution[3],[4] (France) ; Ambassador Film Distributors (Canada)
- Budget : 15 millions de $[5],[6]
- Pays de production :  États-Unis
- Langue originale : anglais
- Format : couleur (Technicolor) / (DeLuxe) - 35 mm - 2,39:1 (Panavision) - son Dolby stéréo
- Genre : action, drame
- Durée : 93 minutes
- Dates de sortie[7] :
  - États-Unis : 22 octobre 1982 (sortie nationale) ; 31 octobre 2004 (Festival international du film de Scottsdale)
  - France : 2 mars 1983 (sortie nationale)[8] ; 15 juillet 2015 (réédition) ; 18 septembre 2019 (réédition - version restaurée) 
  - Québec : 22 octobre 1982[9] ; 27 juillet 2019 (Festival international du film FanTasia)
- Classification :
  - États-Unis : interdit aux moins de 17 ans (R – Restricted)[N 4]
  - France : interdit aux moins de 13 ans lors de sa sortie en salles puis reclassé tous publics[10]
  - Belgique : potentiellement préjudiciable jusqu'à 12 ans (Mogelijk schadelijk voor kinderen onder de 12 jaar)[11],[N 5]
  - Québec : 18 ans et plus lors de sa sortie en salles puis reclassé à 13 ans et plus (violence) (13+ / 13 years and over)[2],[9]

## Distribution
- Sylvester Stallone (VF : Alain Dorval) : John Rambo
- Brian Dennehy (VF : Marc de Georgi) : le shérif Will Teasle
- Richard Crenna (VF : Gabriel Cattand) : le colonel Samuel Trautman
- Bill McKinney (VF : Serge Lhorca) : le capitaine Dave Kern de la Police d’État
- Jack Starrett (VF : Georges Aminel) : le sergent Arthur « Art » Galt
- Michael Talbott (VF : Jacques Ferrière) : Balford
- Chris Mulkey (VF : Mario Santini) : Ward
- John McLiam (VF : Georges Aubert) : Orvil (Orval en VO)
- Alf Humphreys (VF : Max André) : Lester
- David Caruso (VF : Lambert Wilson) : Mitch
- David L. Crowley (VF : Georges Poujouly) : Shingleton
- Don MacKay : Preston
- Patrick Stack (VF : Hervé Bellon) : le lieutenant Clinton Morgan de la Garde nationale
- Mike Winlaw (VF : Michel Derain) : le reporter TV
- Charles A. Tamburro (VF : Jacques Ebner) : le pilote de l'hélicoptère
- Craig Huston (VF : Vincent Violette) : l'opérateur radio
- David Petersen (en) : un soldat de la Garde nationale
- Bruce Greenwood : le gardien no 5

## Production

### Genèse
Rambo est l'adaptation cinématographique du roman Rambo (1972), de  l'écrivain David Morrell, un ancien professeur dont certains de ses élèves ont été soldats pendant la guerre du Viêt Nam. Morrell écrit ce livre pour parler du problème de la réinsertion des vétérans, ayant quitté l'Amérique du président Lyndon B. Johnson sûrs de leur bon droit pour retrouver une Amérique hippie et moralisatrice, qui formulait de sévères critiques à leur encontre.
Le nom de Rambo est trouvé par l'auteur après deux anecdotes vécues par celui-ci. À l'époque où il était professeur et qu'il voulait rédiger son roman, David Morrell lisait beaucoup les œuvres d’Arthur Rimbaud, que beaucoup de personnes dont ses élèves prononçaient « Rambaud ». Ensuite, son épouse lui fit goûter une pomme qu'il trouva délicieuse. Quand il lui demanda quelle variété de pomme c'était, son épouse lui répondit : « Rambo » (il s'agissait en fait de la variété Rambour). David Morrell venait de trouver le nom de son personnage principal.

### Attribution des rôles
Le personnage de Rambo devait être joué par Dustin Hoffman qui jugea finalement le scénario trop violent. D'autres acteurs l'ont refusé comme Al Pacino, qui le jugea pas assez sauvage, ainsi que Steve McQueen, Clint Eastwood, Nick Nolte, Kris Kristofferson, Jeff Bridges, Robert De Niro, Michael Douglas et Terence Hill.
Le réalisateur Ted Kotcheff proposa finalement le rôle à Sylvester Stallone, à la suite du succès critique et public de Rocky (1976). Le scénario original, inspiré du roman de David Morrell, décrit Rambo comme un vétéran rendu fou furieux par son passé, qui combat et tue sans merci après avoir subi brimades et humiliations.
Stallone, ayant eu un coup de cœur pour son personnage et le sujet, apporta ses propres modifications au scénario, réécrivant son rôle pour en faire une victime (de l'armée, de la société), montrant un homme perdu et hanté par des souvenirs de la guerre et qui ne parvient pas à se réinsérer dans une société qui le traite comme un paria, alors qu'il a été envoyé au Vietnam pour défendre les valeurs de son pays.
Le rôle du colonel Trautman devait quant à lui être tenu par Kirk Douglas, qui demanda des modifications sur le scénario (suicide de Rambo à la fin du film). Mais Sylvester Stallone eut le dernier mot et refusa de changer le scénario. D'autres acteurs, comme Lee Marvin, devaient aussi endosser le rôle de Trautman, ou encore Gene Hackman pour celui du shérif Will Teasle.
L'acteur David Caruso, qui joue dans le film le shérif-adjoint Mitch, apparaît dans un de ses premiers rôles.

### Tournage
Le tournage s'est déroulé d'octobre à décembre 1981 au Canada, dans la province de Colombie-Britannique, principalement à Hope. D'autres scènes ont été tournées dans le parc provincial Golden Ears, à North Vancouver, à Pitt Meadows et à Port Coquitlam,.
Sylvester Stallone s'est blessé en réalisant la cascade pour la chute depuis le grand arbre : il s'est cassé trois côtes. La scène, ayant été jugée bonne, est celle que l'on voit dans le film.
Le couteau de survie utilisé par Rambo dans le film est basé sur le design des couteaux utilisés par les pilotes d’avion de la Seconde Guerre mondiale, qui incluaient un kit de survie logé dans le manche avec du fil de pêche, des épingles, des bandages, des allumettes et un scalpel. C'est le coutelier Jimmy Lile (en) qui se chargea de fabriquer ce couteau pour le film. Il mesure 35 cm avec une lame de 22 cm et une épaisseur de 6 mm. Chaque film de la saga Rambo contient un couteau différent.
Une version de la scène finale du film — dans laquelle Rambo se suicide devant son mentor le colonel Trautman — fut tournée ; mais les réactions lors des premières projections tests furent négatives, les spectateurs prenant le personnage de Rambo en compassion. Il fut alors décidé de garder la version de la scène où Rambo reste en vie et se rend aux autorités.

### Montage
Le film comporte quelques faux raccords :
- lorsque le shérif Teasle dépose Rambo après le pont, on peut apercevoir le micro de la caméra dans le reflet d'une des vitres de la voiture au moment où celle-ci fait demi-tour ;
- pendant un court plan, juste après que Rambo est descendu de voiture près du pont, les lumières de toit de la voiture du shérif sont éteintes, sur le plan suivant elles sont à nouveau allumées ;
- une erreur découverte par beaucoup de motards[19] : lorsque Rambo sort du commissariat en courant, il dérobe une moto. Celle-ci est une Yamaha XT 250 monocylindre à quatre temps. Pourtant, le son du moteur est celui d'un moteur à deux temps et ce, jusqu'à la fin de la course-poursuite ;
- lors de cette même poursuite, la voiture de Teasle perd son enjoliveur arrière-droit en pleine course. Quelques plans plus tard, l'enjoliveur réapparaît à sa place sur la roue ;
- au moment du franchissement du barrage de police par Rambo, lorsque son camion atterrit après avoir percuté la voiture de police, on voit la ridelle s'ouvrir alors que sur le plan suivant le camion poursuit sa course avec la ridelle fermée. De plus, on peut apercevoir, sur le plan large extérieur montrant la collision, la caméra placée dans la cabine du camion pour les plans subjectifs.

### Musique
Albums de Jerry Goldsmith
Poltergeist
(1982) Brisby et le Secret de NIMH
(1982)
Bandes originales de Rambo
Rambo 2 : La Mission
(1985)
La bande originale a été composée par Jerry Goldsmith, dont le thème It's A Long Road sera repris dans les trois suites et la série d'animation. L'album sera édité en 33 tours par Regency Records, puis en CD avec des titres bonus par Intrada Records et Varèse Sarabande. La composition complète de Goldsmith sera publiée dans un double CD par Intrada le 23 novembre 2010.
CD 1 – Bande originale complète
1. Theme From First Blood (Pop Orchestra Version)
2. Home Coming
3. My Town
4. Under Arrest
5. The Razor
6. A Head Start
7. Hanging On
8. Over The Cliff
9. A Stitch In Time
10. Mountain Hunt
11. No Truce
12. First Blood
13. The Tunnel
14. Escape Route
15. The Truck
16. No Power/Night Attack
17. Hide And Seek
18. It's A Long Road (Instrumental)
19. It's A Long Road (Theme From First Blood) - interprété par Dan Hill

CD 2 – Version originale de 1982
1. It's A Long Road (Theme From First Blood) - interprété par Dan Hill
2. Escape Route
3. First Blood
4. The Tunnel
5. Hanging On
6. Home Coming
7. Mountain Hunt
8. My Town
9. The Razor
10. Over The Cliff
11. It's A Long Road (Instrumental)
12. It's A Long Road [Recording Session Piano/Vocal Demo]
13. Carolco Logo
14. Rambo [Special Summer 1984 Trailer]

## Accueil

### Accueil critique
À sa sortie, l'accueil critique de Rambo est mitigé, plusieurs professionnels notant que l'intrigue du film manque de sens et de crédibilité. Le critique de Variety parle du film comme d'un « gâchis » et critique sa fin pour ne pas fournir une résolution appropriée pour le personnage principal. Plus récemment, Leonard Maltin attribue au film une note de une étoile et demie sur quatre, en disant que « toute crédibilité s'envole au moment où [Rambo] s'échappe avec seulement une mauvaise coupure après avoir sauté d'une montagne dans des rochers déchiquetés ».
Cependant, les critiques rétrospectives et ultérieures du film ont été positives ; Rambo est considéré comme l'un des meilleurs films de l'année 1982,,,.
Lors de sa sortie en DVD, le film a suscité une série de critiques contemporaines. Sur le site agrégateur de critiques Rotten Tomatoes, il obtient un score de 85 % d'avis favorables, sur la base de 47 critiques collectées et une note moyenne de 7,20/10 ; le consensus du site indique : « Bien plus sombre et plus sensible que les suites qu'il a engendrées, [Rambo] est une aventure de survie palpitante qui tire pleinement parti des compétences d'acteur de Sylvester Stallone ». Sur Metacritic, le film obtient une note moyenne pondérée de 61 sur 100, sur la base de 15 critiques collectées ; le consensus du site indique : « Avis généralement favorables ». L'accueil en France est aussi positif, le site Allociné attribuant au film une note moyenne de 3.7⁄5.
Les trois acteurs principaux du film ont reçu de nombreux éloges pour leur performance. Dans son article, le critique Roger Ebert du Chicago Sun-Times écrit qu'il n'aime pas la fin du film, mais que c’est « un très bon film, bien rythmé et bien joué non seulement par Stallone... mais aussi par Crenna et Brian Dennehy ». Il ajoute, « Bien que presque tout [Rambo] soit invraisemblable, étant donné que c'est Stallone à l'écran, nous prenons », et donne au film une note de trois étoiles sur quatre.
En 2008, le film est classé à la 253e place de la liste des « Plus grands films de tous les temps » du magazine Empire.
Le film, qui peut être interprété comme une démonstration (cinématographique) de force et de la capacité d'intervention de l'armée américaine, inspira d'autres films comme Portés disparus en 1984. Déjà, Voyage au bout de l'enfer (1978) de Michael Cimino, Retour (1978) de Hal Ashby et Apocalypse Now (1979) de Francis Ford Coppola avaient soulevé des réactions en abordant la guerre du Viêt Nam avec un regard critique.

### Box-office
À sa sortie, Rambo connaît un succès commercial, notamment aux États-Unis, mettant en lumière les frustrations engendrées par la guerre du Viêt Nam et le besoin de reconnaissance des vétérans qui y avaient vu leurs idéaux bafoués,,.
Sorti aux États-Unis dans 901 salles, Rambo prend directement la première place du box-office lors de son week-end d'ouverture avec 6 642 005 $ et en première semaine avec 9 180 661 $. Il occupe la tête du podium durant les deux semaines suivantes en ayant déjà engrangé 21 892 200 $. Il ne sera pas diffusé au-delà de 1 054 salles et finit son exploitation avec 47 212 904 $ de recettes sur le territoire américain, rentabilisant son coût de production. Si le film connaît un succès commercial correct aux États-Unis, c'est toutefois à l'international que le film connaît son meilleur résultat, rapportant 78 000 000 $ à l'étranger.
Avec 3 039 138 entrées, le film est le second meilleur résultat de la série au box-office français derrière le second volet (5 851 030 entrées). Le succès de Rambo sur le territoire français conforte le statut de vedette de Stallone avec le triomphe de Rocky 3: L'Œil du tigre, sorti cinq semaines plus tôt et qui a réussi également à totaliser plus de 3 millions d'entrées.
| Pays ou région    | Box-office        | Date d'arrêt du box-office | Nombre de semaines |
| ----------------- | ----------------- | -------------------------- | ------------------ |
| États-Unis Canada | 47 212 904 $      | 4 février 1983             | 16                 |
| France            | 3 039 138 entrées | —                          | —                  |
| Total mondial     | 125 212 904 $     | —                          | —                  |

## Distinctions
Source : Internet Movie Database et Allociné

### Récompense
- Prix Jupiter 1983 : Prix Jupiter du meilleur acteur international pour Sylvester Stallone

### Nominations
- Jupiter Awards 1984 :
  - Meilleur film international pour Ted Kotcheff
  - Meilleur acteur international pour Sylvester Stallone
- DVD Exclusive Awards 2003 :
  - Meilleurs extra pour Jeffrey Schwarz et Laura Nix
  - Meilleur documentaire rétrospectif original (pour la trilogie Rambo - The Real Nam: Voices From Within)
- Festival de Cannes 2019 : copies restaurées[41]

## Analyse

### Commentaires
Si ce film peut être interprété comme une glorification de la capacité d'intervention des Bérets verts pendant la guerre du Viêt Nam, il est également possible d'y voir une dénonciation des horreurs de la guerre, des troubles de stress post-traumatique que peuvent ressentir certains soldats lors de leur retour à la vie civile, leur difficulté à reprendre une vie normale auprès de personnes qui n'ont pas vécu la guerre et ses séquelles, ainsi qu'une accusation grave contre une Amérique bureaucratique qui se moquerait des soldats partis combattre pour elle (dans sa tirade finale, Rambo clame : « C'était pas ma guerre ! C'est vous qui m'avez appelé, pas moi ! J'ai fait ce qu'il fallait pour gagner, mais on a pas voulu nous laisser gagner ! »). Le film serait donc plus complexe que ce que la critique professionnelle en avait dit alors,. De ce point de vue, il serait presque possible de considérer que John Rambo se retourne contre ceux qu'il défendait en tant que soldat d'élite américain. Le colonel Trautman déclare d'ailleurs dans le film : « Je ne suis pas venu sauver Rambo de la police, je suis venu vous sauver de Rambo. ».

### Différences entre le roman et le film
Le film respecte assez fidèlement l'intrigue du roman, mais en modifie certains aspects :
- dans le roman, Rambo a des cheveux très longs et une grosse barbe ; dans le film, il n'a que des cheveux mi-longs et une barbe de deux-trois jours ;
- dans le roman, le shérif Teasle appréhende Rambo dans un fast-food ; dans le film, il l'arrête dès que celui-ci fait demi-tour sur le pont, à l'une des entrées de la ville ;
- dans le roman, Galt est un personnage naïf et pas très adroit ; dans le film, c'est un homme violent et sadique, qui prend Rambo en grippe dès le départ ;
- dans le roman, Rambo s'échappe du commissariat tout nu. Dans le film, il reste habillé ;
- dans le roman, Rambo massacre un par un les policiers qui le pourchassent. Dans le film, il ne cause la mort que d'un seul, par légitime défense (Galt) et se contente de blesser les autres ;
- dans le roman, Rambo détruit la prison et le palais de justice de la ville avec de la dynamite ; dans le film, il détruit une station-service puis, au M60, le commissariat et des magasins de jouets, de sports et d'armes, des symboles de la vie américaine moderne ;
- dans le roman, Rambo épargne le shérif Teasle dans la forêt (il le blesse mais ne l'achève pas) car ce dernier a été décoré lors de la guerre de Corée, Rambo respectant l'ancien héros de guerre. Par la suite, les deux hommes se tirent dessus et Teasle meurt de ses blessures. Dans le film, Teasle s'en sort vivant : Rambo s'apprête à le tuer mais le colonel Trautman arrête son geste à la dernière seconde ;
- à la fin du roman, Rambo est abattu par le colonel Trautman[13]. Cette fin avait été adaptée telle quelle mais les spectateurs de la projection-test l'avaient trouvée trop sombre. Les scénaristes optèrent finalement pour une fin plus positive : Trautman convainc Rambo de se rendre, ce que celui-ci finit par faire. Certaines images de cette fin alternative (où Rambo meurt) seront ironiquement utilisées par Stallone dans le quatrième volet de la série, dans une scène de cauchemar de Rambo.

## Exploitation

### Édition en vidéo
En France, le film Rambo est sorti en DVD le 20 octobre 1998, puis une version HD DVD est sorti le 20 novembre 2006. Avec l'arrivée du Blu-ray, la version est sortie le 23 septembre 2008,.
Le film est ressorti en version restaurée DVD le 5 mars 2013 mais également en version restaurée Blu-ray le 1er janvier 2020.
Il est également sorti en VOD le 15 décembre 2016.
À la suite des évolutions techniques visant à améliorer la qualité d'image et sons, le film sort dans une édition collector SteelBook Blu-ray 4K Ultra HD + Blu-ray + Livret le 23 novembre 2022.

#### Version Trilogie
Le 14 novembre 2018, la trilogie Rambo est rééditée en édition collector SteelBook Blu-ray 4K Ultra HD + Blu-ray avec des masters restaurés en très haute définition, accompagnée de 10 heures de bonus dont des commentaires audio, des scènes coupées et autres.

### Produits dérivés

#### Romans
- David Morrell, Sylvester Stallone, James Cameron, Kevin Jarre, Rambo: First Blood Part II, Jove Books, 1er avril 1985 (novélisation du script du film)
- David Morrell, Sylvester Stallone, Sheldon Lettich, Rambo III, Jove Books, 1er avril 1988 (novélisation du script du film)

#### Série d'animation
- 1986 : Rambo, série d'animation en 65 épisodes de 30 minutes.

## Autour du film

### Clins d’œil
Plusieurs films font référence au personnage de John Rambo. Dans Gremlins 2 (1990) de Joe Dante, le personnage de Gizmo met un bandeau rouge noué autour de la tête. Dans Mafia Love (Avenging Angelo, 2001) de Martin Burke, Sylvester Stallone fait une référence à son personnage de John Rambo.
Dans True Lies (1994) de James Cameron, l'actrice Jamie Lee Curtis s'exclame « J'ai épousé Rambo ! » en découvrant les capacités insensées de combattant de son mari, qu'elle croyait comptable, joué par Arnold Schwarzenegger.
Le Fils de Rambow (2008) est un hommage au film Rambo. L'action se déroule en 1982, au moment de la sortie du film au cinéma, quand deux enfants découvrent une version pirate du film et décident de tourner un remake.

### Suites
Rambo (1982) a donné lieu à quatre suites, mettant en scène le personnage de John Rambo. Le premier film tire vers le drame psychologique tout en étant un film d'action.
Le succès de Rambo, au départ basé sur les douleurs et problèmes psychologiques engendrés par la guerre du Viêt Nam, a donné naissance à deux suites, Rambo : La Mission (1985) et Rambo 3 (1988) ouvertement patriotiques de l'Amérique reaganienne qui rompt avec les discours culpabilisants sur la guerre du Viêt Nam.
Le quatrième volet, l'ultra-violent John Rambo reviendra davantage au style du premier film, bien que l'action occupe une place très importante.
Le cinquième film revient quant à lui au concept des films d'action des deuxième et troisième opus mais sans implication politique.

### Parodies
Le film Hot Shots! 2 (1993) parodie largement le personnage de John Rambo du film Rambo III. D'ailleurs, dans Hot shots ! 2, c'est l'acteur Richard Crenna lui-même qui interprète une caricature de son personnage du colonel Samuel Trautman de Rambo, avec son personnage du colonel Denton Walters.
- Dans un sketch de La Télé des Inconnus du trio d'humoristes Les Inconnus, une bande annonce du film parodique Jesus II, le retour montre la vie de Jésus de Nazareth doté de la personnalité de Rambo, luttant contre Ponce Pilate.
- Dans un sketch des Nuls, alors que Rambo doit partir en mission, il ne comprend pas ce qu'il doit faire, au désespoir de son supérieur hiérarchique qui essaye en vain de lui expliquer sa mission, même avec des mots simples...

### Jeux vidéo
Dans l'extension Cataclysm du jeu vidéo World of Warcraft, une des quêtes (« C'est pas ma guerre ») consiste à convaincre un ancien soldat (appelé John J. Keeshan) de retourner en mission. Le nom du donneur de quête est d'ailleurs Troteman. Par la suite, le joueur doit récupérer les objets fétiches de Keeshan : un couteau de survie, un arc, une amulette et un bandeau rouge.
Dans le jeu vidéo Shadow of the Tomb Raider, lorsque Lara Croft tue un ennemi en se camouflant de boue, le joueur obtient le succès « Premier sang » (First Blood), une référence évidente au film.